# Garamolaszka
Garamolaszka (1886-ig Valaszka, szlovákul: Valaská) község Szlovákiában, a Besztercebányai kerületben, a Breznóbányai járásban.

## Fekvése
Breznóbányától 6 km-re nyugatra, a Garam partján fekszik.

## Története
A község területén a korai bronzkorban a lausitzi kultúra települése állt.
1470-ben említik először, a zólyomlipcsei váruradalomhoz tartozott. A falu azonban jóval korábbi alapítású lehet, valószínűleg azonos az 1424 és 1441 között „Tergorth”, „Togarth” alakokban említett településsel. 1528-ban „Vlachfalwa”, 1547-ben „Walachosch Dorf”, 1563-ban „Wallachisches Dorf”, 1673-ban „Valachorum villa” alakban szerepel az írott forrásokban. Lakói vlach pásztornépek voltak.
A 18. század végén Vályi András így ír róla: „VALASZKA. Tót falu Zólyom Várm. fekszik Új Barla falunak szomszédságában, és annak filiája; határjának 1/3 része hegyes, Garkum-vize néha megönti, legelője, fája elég, földgyének nagyobb része termékeny.”
1828-ban 108 házában 814 lakos élt, akik főként állattartással foglalkoztak, de a 18.-20. században a környék fűrésztelepein, vasgyáraiban is dolgoztak.
Fényes Elek 1851-ben kiadott geográfiai szótárában így ír a faluról: „Valaszka, tót falu, Zólyom vmben, a Garan folyó partján, egy domboldalban, ut. p. Beszterczebányához keletre 5 1/2, Breznóbányához 1/2 órányira. Roppant határa 44,740 h. 1302 négyszögöl, mellyből beltelek 22 h. 840 négyszögöl, szántó 993 h. 1285 négyszögöl, rét 2657 h. 1065 négyszögöl, erdei rét 17 h. 818 négyszögöl, káposztás 27 h. 1080 négyszögöl, legelő 1052 h. 796 négyszögöl, királyi munkások telkei 2790 h. 639 négyszögöl, erdő 34,000 h. 1431 négyszögöl, rétekre osztott erdő 19 h. 672 négyszögöl, és ismét 29 h. 1400 négyszögöl, folyók 140 h. 1414 négyszögöl, havasok 2945 hold 796 négyszögöl, utak 48 h. 1577 négyszögöl. Urbéri föld 26 1/2 telek, 2 1/2 telket Soltészok birnak, majorsági szántó nincs, de az erdő az uradalomé, mellyet a bányászkamara bir. Sovány földe főleg zabot és burgonyát terem. Legelője a juhokra kedvező. Erdeje felséges. E határban több kamarai vasgyárak feküsznek, s jelenleg egy nagyszerü vas-sikálógyár van épülőben. Lakja 1091 kath., kik közt 95 telkesgazda, 22 házas zsellér. 1838-ban a falut nagy tüzveszély érte, s paroch. templomát is melly hajdan az ágostaiaké volt, elhamvasztotta.”
A trianoni diktátumig Zólyom vármegye Breznóbányai járásához tartozott.

## Népessége
| Év:            | 1994. | 2004.   | 2014.   | 2024.    |
| -------------- | ----- | ------- | ------- | -------- |
| Emberek száma: | 3867  | 3908    | 3826    | 3336     |
| Eltérés:       |       | +1,06 % | -2,09 % | -12,80 % |

| Év:            | 2023. | 2024.   |
| -------------- | ----- | ------- |
| Emberek száma: | 3340  | 3336    |
| Eltérés:       |       | -0,11 % |

1880-ban 1011 lakosából 8 magyar, 10 német, 953 szlovák és 16 egyéb anyanyelvű volt; ebből 993 római katolikus, 11 evangélikus és 7 izraelita vallású.
1890-ben 1269-en lakták, ebből 22 magyar és 1219 szlovák anyanyelvű.
1900-ban 1418 lakosából 74 magyar és 1301 szlovák anyanyelvű volt.
1910-ben 2378-an lakták: 265 magyar, 51 német, 2 román, 2006 szlovák és 54 egyéb anyanyelvű; illetve 2175 római katolikus, 175 evangélikus, 17 izraelita, 9 református és 2 görög katolikus vallású.
1921-ben 2065 lakosából 9 magyar és 2050 csehszlovák volt.
1930-ban 2391-en lakták: 9 magyar, 16 német, 5 ruszin, 2 zsidó, 2343 csehszlovák és 16 állampolgárság nélküli; ebből 2197 római katolikus, 154 evangélikus, 5 görög katolikus, 4-4 református és izraelita és 27 egyéb vallású.
1970-ben 5373-en lakták, ebből 28 magyar és 5246 szlovák.
1980-ban 4726 lakosából 14 magyar és 4642 szlovák volt.
1991-ben 3898-an lakták, ebből 10 magyar és 3768 szlovák.
2001-ben 3862 lakosából 3552 szlovák, 200 cigány és 8 magyar volt.
2011-ben 3892-en lakták: 3340 szlovák, 206 cigány, 34 cseh, 7 magyar és 298 ismeretlen nemzetiségű.
2021-ben 3442 lakosából 3039 (+11) szlovák, 41 (+41) cigány, 3 (+2) magyar, (+3) ruszin, 29 (+4) egyéb és 330 ismeretlen nemzetiségű volt.

## Neves személyek
- Itt született 1796-ban Havas József jogi doktor, királyi udvari tanácsos és egyetemi tanár.
- Itt született 1803-ban Havas Ignác orvosdoktor, királyi tanácsos.
- Itt született 1863-ban Székely István klasszika-filológus, főgimnáziumi tanár.
- Innét származott Wallaskay János (1709-1766) magyar orvos, alkimista volt.

## Nevezetességei
- Szent Márton püspök tiszteletére szentelt római katolikus temploma a 15. század második felében épült gótikus stílusban. 1612 és 1615 között átépítették, később a 19. században ismét megújították.
- Szent Ferenc kápolnája 1840-ben épült klasszicista stílusban.
- Keresztelő Szent János kápolnája 1846-ban épült késő klasszicista stílusban.
- Kálvária kápolnája szintén 19. századi.

## Külső hivatkozások
- Hivatalos oldal Archiválva 2010. július 22-i dátummal a Wayback Machine-ben
- Községinfó
- Garamolaszka Szlovákia térképén
- E-obce.sk Archiválva 2009. október 21-i dátummal a Wayback Machine-ben